# Yaqub Sannu
Yaqub Sannu (arabe : يعقوب صنوع Yaʿqūb Sannū'), également connu sous le nom de James ou Jacques Sanua, né au Caire le 5 avril 1839 et mort à Saint-Maur-des-Fossés le 29 septembre 1912, est un journaliste et nationaliste juif égyptien, ainsi qu'un pionnier du théâtre égyptien.

## Biographie

### Milieu familial et formation
Yaqub Sannu est né au Caire en 1839, d'une mère juive égyptienne et d'un père séfarade italien qui travaillait au service d'un neveu de Méhémet Ali, Ahmad Pacha Yegen, qui a suivi la formation de Yaqub et l'a envoyé étudier à Livourne vers 1853 pendant trois ans.
À son retour en Égypte dans les années 1860, Yaqub Sannu enseigne les langues à la prestigieuse Muhandiskhânah, l'Institut Polytechnique de Giza. Il est possible que les amitiés nouées dans ce milieu d'ingénieurs, de militaires, de savants, particulièrement patriotes et concernés par les questions sociales, aient favorisé son adhésion au nationalisme égyptien.
Yaqub Sannu a fréquenté dès 1875 les loges maçonniques égyptiennes, qui admettaient la mixité religieuse, et qui ont également contribué à sa formation intellectuelle et politique. Il serait devenu journaliste sur le conseil de Jamal al-Din al-Afghani, à la fois intellectuel religieux musulman et maître maçonnique qui encourageait ses disciples musulmans (comme Abd Allah Nadim), juifs (comme Yaqub Sannu), chrétiens (comme Adib Ishaq) à s'engager dans la vie publique et à exprimer leurs idées réformistes dans la presse.

### L'homme de théâtre
Yaqub Sannu a été dramaturge, chef de troupe, metteur en scène et acteur.

#### Originalité et succès
En 1870 il fonde une troupe de théâtre pour jouer des comédies qu'il a écrites lui-même, inspirées de Molière, Goldoni et Sheridan et pour mettre en scène aussi, quelquefois, des pièces d'autres auteurs. Il est protégé et financé par le khédive Ismaël (vice-roi nommé par le gouvernement ottoman), qui l'appelle « le Molière de l'Égypte ». Les représentations rencontrent un succès immédiat. Parmi ses contributions au théâtre de son pays, l'adaptation d'œuvres européennes en arabe dialectal égyptien, et le fait d'avoir introduit des femmes sur la scène égyptienne. Les premières actrices arabes sont juives : Milia Dyan et sa sœur, qu’il a recrutées et dont il assuré la formation. Le public d'alors lui réclame des modifications dans l'intrigue, exigeant par exemple un dénouement heureux et un mariage des amants ; il suit les vœux des spectateurs. Par ailleurs, il joue dans ses pièces, mélodrames et vaudevilles en un acte, le rôle du paysan égyptien ibn-al-balad (« enfant du pays »). Les premières pièces ont été jouées au palais du khédive, Qasr al Nil, les suivantes, dès octobre 1871, au Jardin Al Azbakiyya.
Le patronage du khédive prend fin dès que Yaqub Sannu s'avise de dénoncer dans ses pièces certains abus sociaux, en 1878.

#### L'égyptianisationde pièces de théâtre européennes
L'arabisation de pièces de théâtre européennes est un trait majeur du théâtre arabe de la période 1870-1930. Le procédé avait été mis en œuvre par le Libanais Maroun al-Naqqash (1817-1855), qui affirmait que son travail consistait à couler « de l'or étranger dans un moule arabe », procédé dont sa pièce Al Bakhil (1848), adaptation de L'Avare de Molière, donnait une bonne illustration. L'égyptianisation (l'emploi de l'arabe dialectal égyptien au lieu de l'arabe littéral) de pièces de théâtre européennes à laquelle il se livre est, elle, liée à l'émergence du nationalisme égyptien.

### Le journaliste
Dès 1877, Yaqub Sannu crée au Caire le journal Abou Naddara (parfois transcrit Abou Nazzara), « L'homme aux lunettes », qui est interdit par le khédive en 1878 pour des raisons politiques, et qu’il continue cependant à publier en exil à Paris pendant 32 ans, jusqu'en 1910. C'est le premier journal satirique arabe. D'abord rédigé en arabe, Abou Naddara devient en 1885 bilingue arabe-français. Il y exprime des idées politiques réformistes. Il y défend aussi l'indépendance de l'Égypte, dans un contexte où le pays, dirigé en apparence par le khédive, est en réalité sous influence britannique. La guerre anglo-égyptienne de 1882 renforce le contrôle du Royaume-Uni sur l’Égypte.
Dès la fin des années 1870, tout journal critique envers le pouvoir et les Britanniques est susceptible d'être suspendu, d'où l'apparition d'une « presse égyptienne de l'exil » : Ophélie Arrouès Ben Salma répertorie de nombreux journaux égyptiens qui paraissent à Paris, dont les rédacteurs sont juifs comme Yaqub Sannu, chrétiens ou musulmans.

#### Un nationaliste arabe juif
Yaqub Sannu est l'auteur de la formule « l'Égypte aux Égyptiens » et il a réclamé le départ des Anglais. L'historien Pierre Vermeren le rapproche d'autres juifs égyptiens nationalistes, comme Mourad Farag, auteur notamment d'un poème intitulé  « L’Égypte, ma terre natale, ma patrie », ou René Qattawi (ou Cattaoui), dirigeant de la communauté séfarade du Caire, qui a créé en 1935 l'Association de la jeunesse juive égyptienne, avec pour slogan : « l’Égypte est notre patrie, l'arabe est notre langue ».

#### Un pionnier de la presse satirique arabe
Abu Nazzara moque les Britanniques et leur monarchie fantoche en Égypte. À partir du moment où il est publié à Paris, le journal proposera aussi des caricatures, Yaqub Sannu disposant alors de la lithographie ; elles représentent par exemple le paysan égyptien squelettique, en haillons, et les hommes de pouvoir ventripotents.

#### Le public deAbou Naddara
Dès son interdiction en 1878, le journal est vendu clandestinement en Égypte. Il est lu par les cercles lettrés et politiques égyptiens et fait l'objet également de lectures collectives dans les cafés et les clubs.
Au début, c'était un journal égyptien, en dialecte égyptien (alors que la norme journalistique imposait l'arabe littéral), la publication devenant ainsi accessible au public souvent illettré des paysans, lors de lectures collectives. Du fait de ce choix linguistique, le journal s'adresse aux Égyptiens plutôt qu'au public du monde arabe en général.
Dès 1885, le journal devenant bilingue français-arabe, s'adresse aussi au public français pour le sensibiliser au sort de l’Égypte.
Un numéro se tirait à 1 000 exemplaires. Abou Nazzara a sans doute été financé par le prince héritier évincé du trône (Halim) et par la Sublime Porte.
Sannu publie également trois autres journaux plus éphémères, non satiriques, At-Tawaddud (la Sympathie), 1888-1889, et 1898-1903 ; Al-Munṣef (l’Équitable), 1899-1903, L'Univers musulman 1907-1909 ; dans ce dernier journal en français exclusivement, il cherche à « donner une meilleure image de l'islam et des musulmans», en insistant notamment sur l'idéal de tolérance en islam.

## Yaqub Sannu, personnage de roman
Dans le roman de Shimon Ballas, romancier juif irakien devenu israélien, ouvrage intitulé Solo (1998), la vie du personnage principal est inspirée de celle de Yaqub Sannu.

## Le site syrienabounaddara.com
En Syrie, en 2010, s'est constitué un groupe de cinéastes qui a pris le nom d'Abou Naddara, en hommage au journal de Yaqub Sannu, « l'homme aux lunettes » ; ses films sont visibles en partie sur le site www.abounaddara.com, et en intégralité sur le site d'hébergement Vimeo.
Le journal Le Monde justifie ainsi cette référence au précurseur égyptien : « Érudit polyglotte, Yaqub Sanu joua un rôle important dans l'émergence de la littérature arabe moderne. Sa figure représente un modèle de société ouvert sur le monde ».

## Œuvres de Yaqub Sannu
Outre une autobiographie, Ma vie en vers et mon théâtre en prose (Montgeron, 1912), Y. Sannu a composé une trentaine d'œuvres théâtrales, dont sept seulement nous sont parvenues :
- L'Aristocrate ou la Princesse d'Alexandrie (Al-Aristoucratiyya aw amirat  al-Askandariyya), pièce considérée comme son chef-d’œuvre
- Une demoiselle à la mode (Anissa 'ala l-mouda)
- Le Dandy égyptien (Gandour Misr)
- Les Deux Coépouses  (Al-Darratayn)
- Abou Rida le Barbari (Abou Rida al-barbari)
- La Bourse égyptienne (Al-Boursa al-Masriyya)
- Le Molière égyptien et ce qu'il endure (Molière Misr wa ma youqâssi), 1871, dans laquelle Y. Sannu décrit son expérience de dramaturge et expose sa conception de l'art théâtral[19].